# Leon Còrdas
Leon Còrdas (Siran, Llenguadoc, 30 de març de 1913 - Montpeller 19 d'octubre de 1987) fou un escriptor occità i militant occitanista.
Era un viticultor autodidacte, fou influït per Carles Camprós, Ismaèl Girard, Renat Nelli o Max Roqueta. El 1945 participà en l'alliberament de París, i amb altres joves escriptors occitans participà en la fundació de l'Institut d'Estudis Occitans. Els seus poemes són realistes denoten influències de Federico García Lorca i Josep Sebastià Pons. Ha escrit més de vint obres teatrals, amb les quals propugna les reivindicacions pageses des del 1907 fins als 70.

## Obres
- Aquarela (1946) poesia
- Branca tòrta (1964) poesia
- La font de Bonas-Gràcias (1955) teatre[4]
- Los macarèls (1974) narració
- Dire son si (1975) poesia[5]
- Sèt pans (1977) narració
- La batalha dels teules (1979) narració
- Se conti que conte (1980), poesia